# Esercito della Repubblica Serba di Krajina
L'Esercito della Repubblica Serba di Krajina (Српска војска Крајине-SVK) è stata la forza armata della Repubblica Serba di Krajina, attiva tra il 1992 e il 1995.
Lo SVK fu creato durante la guerra in Croazia, dalla fusione della Difesa Territoriale della Krajina, di ciò che rimaneva dell'Armata Popolare Jugoslava in Croazia e dalle formazioni volontarie paramilitari giunte dalla Serbia e dal Montenegro.
Lo SVK dopo una guerra offensiva contro le forze croate col supporto dell'Armata Popolare Jugoslava, la ritirata di quest'ultima e l'intervento dell'UNPROFOR, ebbe funzione esclusivamente difensiva dei Serbi di Croazia dagli attacchi dell'esercito croato.
Essa cessò di esistere nel 1995 con la conquista della Repubblica Serba di Krajina da parte dei croati, dimostrando sia la sua dipendenza dalle forze armate jugoslave (che non intervennero più in suo aiuto dal 1993 in poi) che la sua incapacità a resistere all'Operazione Tempesta effettuata dal ben equipaggiato esercito croato e dalla NATO, che causò l'eccidio di 3.000 e l'espulsione di circa 300.000 serbi dalla Krajina.

## Principali operazioni
| Data                | Evento                                                              |
| ------------------- | ------------------------------------------------------------------- |
| 21 giugno 1992      | Attacco all'altopiano di Miljevac                                   |
| 22 gennaio 1993     | Operazione Maslenica                                                |
| 9—17 settembre 1993 | Operazione nella Sacca di Medak                                     |
| 1—3 maggio 1995     | Operazione Lampo                                                    |
| 4—7 agosto 1995     | Operazione Tempesta annientamento della Repubblica Serba di Krajina |

## Organizzazione

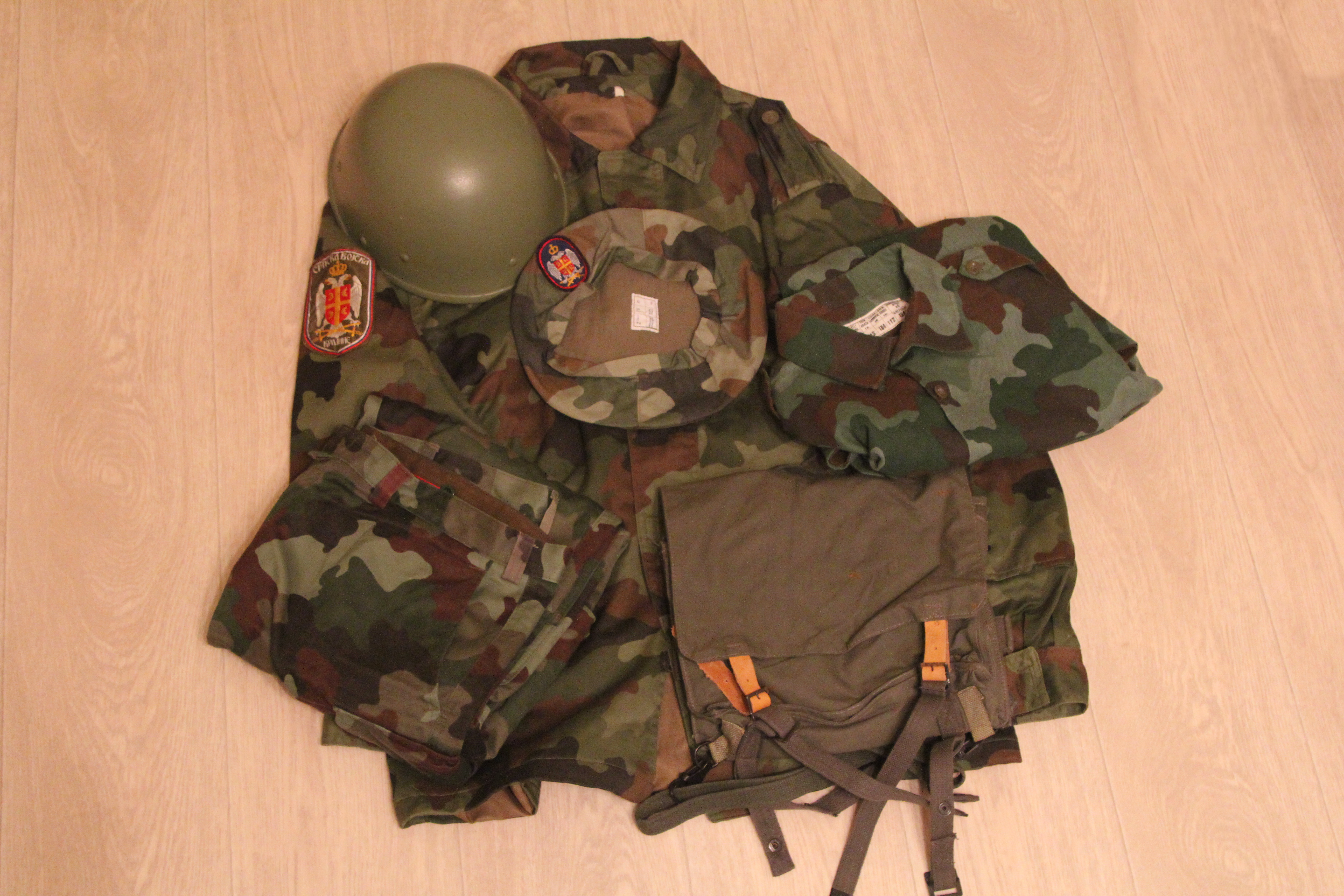
Uniforme

La SVK disponeva di circa 55.000 soldati e 4.100 poliziotti.

### Struttura
- 105ª brigata di aviazione - vicecol. Ratko Dopuđa
- Gruppo operativo "Pauk" - gen. Mile Novaković
- Corpo della forze speciali - gen. Milorad Stupar
- 7º Corpo Dalmata - cap. Nebojša Popović
- 15º Corpo della Lika - gen. Stevo Sevo
- 21º Corpo di Kordun - col. Veljko Bosanac
- 39º Corpo della Banija - gen. Slobodan Tarbuk
- 18º Corpo della Slavonia Occidentale - gen. Lazo Babić
- 11º Corpo della Slavonia Orientale - /

### Comandanti
- Mile Novaković (1991-1994)
- Milan Celeketić (1994-1995)
- Mile Mrkšić (1995)

### Equipaggiamento
- 240-330 carrarmati: 30-40 M-84, 5 T-72 e 205-285 tra T-54/55 e T-34
- 160 veicoli blindati (in gran parte OT M-60, BVP M-80/M-80A, BOV, BTP-50 e BRDM-2)
- 560 pezzi di artiglieria
- 28 razzi lanciatori
- 230 panzerfaust
- 72 lanciatori di racchette anticarro
- 280 sistemi di difesa aerea
- 360 strumenti anti-aerei
- 22 aerei
- 18 elicotteri (SA 341 Gazelle и Mi-8)